# Xanthippos
Xanthippos (oldgræsk: Ξάνθιππος) fra Lakedaimon, eller fra Karthago, var en spartansk lejesoldatgeneral, som gjorde tjeneste for Karthago under den første puniske krig. Han førte den karthagiske hær til betydelig succes mod den romerske republik i løbet af krigen, og trænede hæren til en professionel standard, før han besejrede romerne i slaget ved Tunis, hvor karthagiske styrker slog den romerske ekspeditionsstyrke og fangede den romerske konsul Marcus Atilius Regulus i 255 f.Kr.
Diodor siger, at Xanthippos var leder af en lille gruppe spartanske lejesoldater, der gjorde tjeneste for Karthago under den første puniske krig. Xanthippos blev ansat som spartansk militærinstruktør af karthagerne i 255 f.Kr. Polyb fortæller os, at Xanthippos først blev bemærket af de karthagiske ledere, da han kritiserede Karthagos generalers adfærd og argumenterede for, at det var dem, og ikke romerne, der forårsagede deres tilbageslag og nederlag. Han blev indkaldt for at forklare sig for Karthagos elite og argumenterede med held for sin sag, og han fik kommandoen over den karthagiske hær. På trods indledende bekymringer blandt karthagerne om, hvorvidt Xanthippos magtede opgaven, beviste han snart sit værd ved dygtigt at eksercere den karthagiske hær og opnåede anerkendelse blandt soldaterne.
Polyb tilskriver Xanthippos den karthagiske formation i slaget ved Tunis. Han anbragte borgerfalanksen i centrum af sin formation, mens de erfarne lejesoldater holdt højre flanke. Sine elefanter anbragte han "en passende afstand" foran falanksen og kavaleriet på fløjene af formationen, hvor de udnyttede deres talmæssige overlegenhed til at overvælde deres romerske modstandere, angribe dem i flanken og slå dem på flugt. Efter sejren over de romerske styrker i Afrika siger Polyb, at Xanthippos sejlede hjem til Grækenland.
Diodorus beretter om Xanthippos' død. Efter slaget ved Tunis stoppede Xanthippos i byen Lilybaeum (nu Marsala på Sicilien), som blev belejret af romerne. Han indgød indbyggerne mod og ledede et angreb, der besejrede romerne. Byen, som var misundelig over Xanthippos' succes, forrådte ham ved at give ham et utæt skib, som angiveligt sank i Adriaterhavet på hjemrejsen. Forskeren John Lazenby hævder, at denne historie er særdeles usandsynlig – denne påstand er understøttet af en rapport om, at en Xanthippos blev gjort til guvernør i en nyerhvervet provins af Ptolemaios Euergetes i Egypten i 245 f.Kr. Dette understøttes yderligere af Polybs påstand om, at Xanthippos vendte tilbage til Grækenland i stedet for at stoppe i Lilybaeum. Denne påstand er mere sandsynlig, da Polyb levede tættere på Xanthippos' tid end Diodor. Appian hævder, at Xanthippos blev sendt tilbage til Sparta med hæder og krigsskibe af karthagerne, men at de fik skibenes kaptajner til at kaste Xanthippos og hans mænd i havet.
Silius Italicus skriver, at Xanthippos oprindeligt var fra Amyklai i Lakonien. Han siger også, at tre sønner af Xanthippos, ved navn Xanthippos, Eumachos og Kritias, tjente under Hannibal som lejesoldater og blev dræbt i slaget ved Ticinus.